# تادوکناک
تادوکناک (به انگلیسی: Towednack) یک روستا و محله مدنی در بریتانیا است که در کورنوال واقع شده‌است. تادوکناک ۳۵۷ نفر جمعیت دارد.